# Belisário Augusto de Oliveira Pena
Belisário Augusto de Oliveira Pena, primeiro e único barão e visconde de Carandaí (Barbacena, 17 de março de 1836 — Rio de Janeiro, 18 de dezembro de 1908) foi um nobre brasileiro.
Filho do comendador João Fernandes de Oliveira Pena e Guilhermina Teodolina Augusta da Silva Canedo. Casou-se com Lina Duque Laje.
Seu filho, Belisário Pena, foi médico e ministro do governo de Getúlio Vargas.
Sua irmã, Maria Guilhermina de Oliveira Pena, foi a esposa de Afonso Pena, tendo sido a primeira-dama do Brasil, de 1906 a 1909.